# Simon Sudbury
Simon Sudbury, även kallad Simon Theobald (död 14 juni 1381) var ärkebiskop av Canterbury från 1375 till sin död, samt rikskansler i England från 1380 till sin död.
Han föddes i Sudbury i Suffolk och studerade vid Universitetet i Paris. Påve Innocentius VI utnämnde honom till kaplan och sände honom 1356 på ett uppdrag till Edvard III av England.
Från 1361 var han biskop av London, innan han 1375 förflyttades till ämbetet som ärkebiskop av Canterbury.